# Gare de Saint-Jean-de-Verges
Gare de Saint-Jean-de-Verges vasútállomás Franciaországban, Saint-Jean-de-Verges településen.

## Vasútvonalak
Az állomást az alábbi vasútvonalak érintik:
- Portet-Saint-Simon–Puigcerdà-vasútvonal

## Kapcsolódó állomások
A vasútállomáshoz az alábbi állomások vannak a legközelebb:
- Gare de Varilhes
- Gare de Foix